# 沙格鄉
45°39′06″N 21°10′01″E / 45.6517°N 21.1669°E
沙格鄉（羅馬尼亞語：Comuna Șag, Timiș），是羅馬尼亞的鄉份，位於該國西部，由蒂米什縣負責管轄，面積38平方公里，海拔高度85米，2002年人口2,752，人口密度每平方公里72人。